# Wedding Album
Wedding Album (с англ. Свадебный альбом) — третий и последний студийный альбом из трех экспериментальных альбомов Джона Леннона и Йоко Оно, выпущенный в 1969 году. Альбом состоит из пяти композиций: «John & Yoko» и «Amsterdam» и трёх бонус-треков на CD.

## Список композиций
Все композиции принадлежат авторству Джона Леннона и Йоко Оно, за исключением отмеченных.
| №  | Название      | Перевод названия | Длительность |
| -- | ------------- | ---------------- | ------------ |
| 1. | «John & Yoko» | Джон & Йоко      | 22:41        |

| №  | Название    | Перевод названия | Длительность |
| -- | ----------- | ---------------- | ------------ |
| 2. | «Amsterdam» | Амстердам        | 24:54        |

| №  | Название                                                            | Автор(ы) | Длительность |
| -- | ------------------------------------------------------------------- | -------- | ------------ |
| 3. | «Who Has Seen the Wind?»                                            | Йоко Оно | 2:03         |
| 4. | «Listen, The Snow is Falling»                                       |          | 3:22         |
| 5. | «Don’t Worry Kyoko (Mummy’s Only Looking for Her Hand in the Snow)» |          | 2:14         |

## Принимали участие в записи
- Джон Леннон — гитара, клавиши, сердцебиение, вокал.
- Йоко Оно — вокал, редкие звуки, сердцебиение.
- Клаус Вурманн — электрогитара, бас-гитара.
- Ники Хопкинс — фортепиано, колокола.
- Хью Маккракен — фортепиано, колокола.